# Grotte Gudenus
La grotte Gudenus est un site préhistorique situé dans l'ouest du Land de Basse-Autriche, en Autriche. Elle a été occupée au Pléistocène supérieur, il y a environ 70 000 ans, par l'Homme de Néandertal.

## Situation
La grotte Gudenus est située à Nöhagen, un village de la commune de Weinzierl am Walde, dans le district de Krems, en Basse-Autriche. Elle s'ouvre 7,5 m au-dessus de la rivière Petite-Krems, dans le nord de la Wachau, une cluse du Danube. Elle se trouve précisément sous le château de Hartenstein.

## Historique
Le nom de la grotte est issu de la famille noble locale von Gudenus. À la fin du XIXe siècle, le propriétaire du château de Hartenstein et des terres environnantes était le baron Heinrich von Gudenus, qui a autorisé et encouragé en 1884 les premières fouilles dans la grotte.

## Description
La grotte est longue de 25 à 30 mètres et comporte deux entrées. Elle mesure trois mètres de large en moyenne et jusqu'à trois mètres de haut. Elle est éclairée de jour par une ouverture naturelle dans le toit. Les fouilles successives ont dégagé la totalité du dépôt sédimentaire.

## Occupation
Il y a environ 70 000 ans, l'Homme de Néandertal chassait l'ours des cavernes, le mammouth, le renne, le cheval sauvage et le rhinocéros laineux. Dans les années 1990, on a aussi trouvé dans la grotte des os d'antilope saïga.
La couche la plus basse de la stratigraphie a livré des bifaces, des grattoirs et des outils en os du Moustérien, produits par l'Homme de Neandertal. Cette couche correspond à la plus ancienne occupation préhistorique connue en Autriche.
La couche supérieure contenait des vestiges du Magdalénien (d'environ 18 000 à 14 000 ans AP), parmi lesquels il convient de signaler une flute fragmentaire en os et une tête de renne gravée sur un os d'aigle.

## Galerie

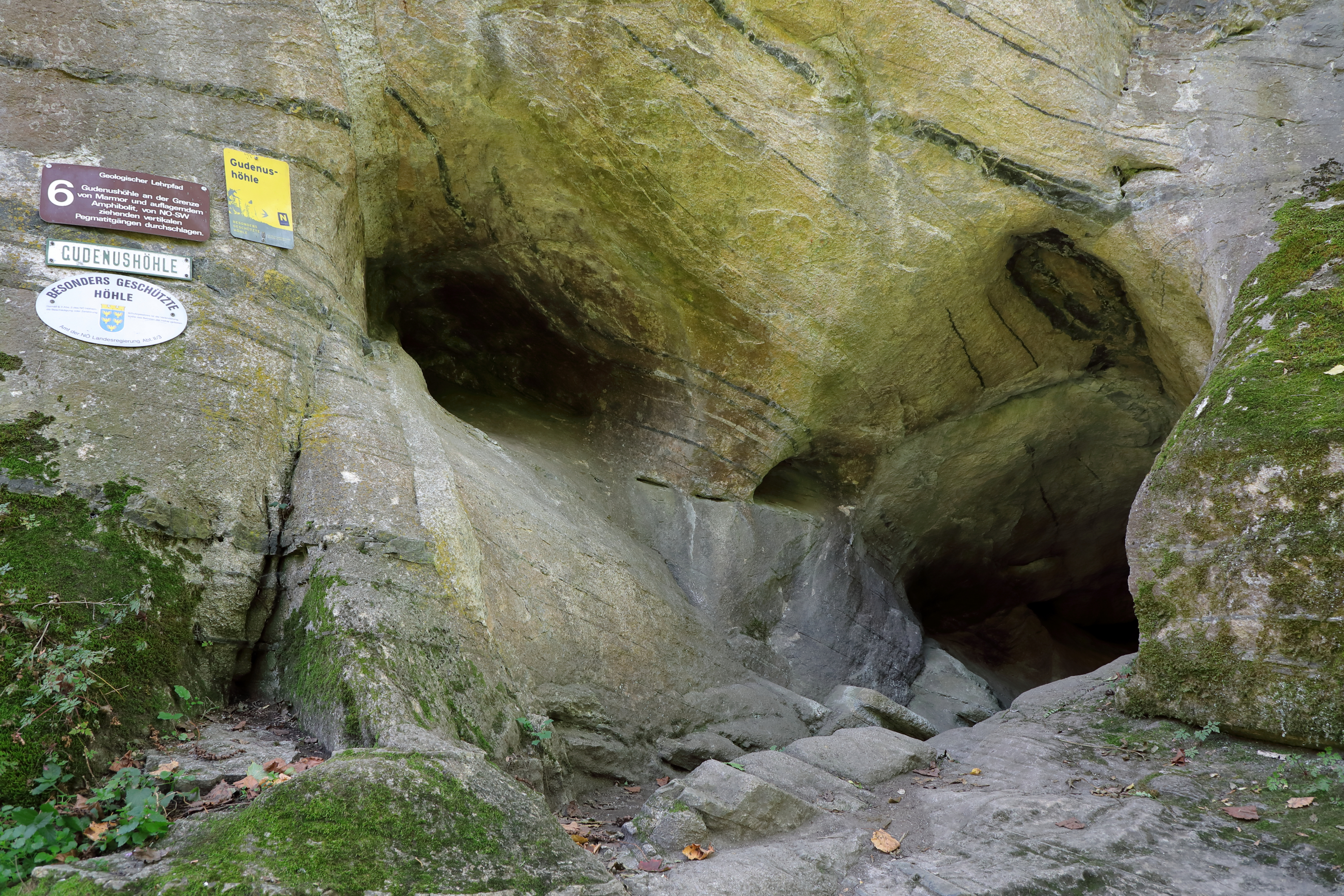
Zone d'entrée gauche
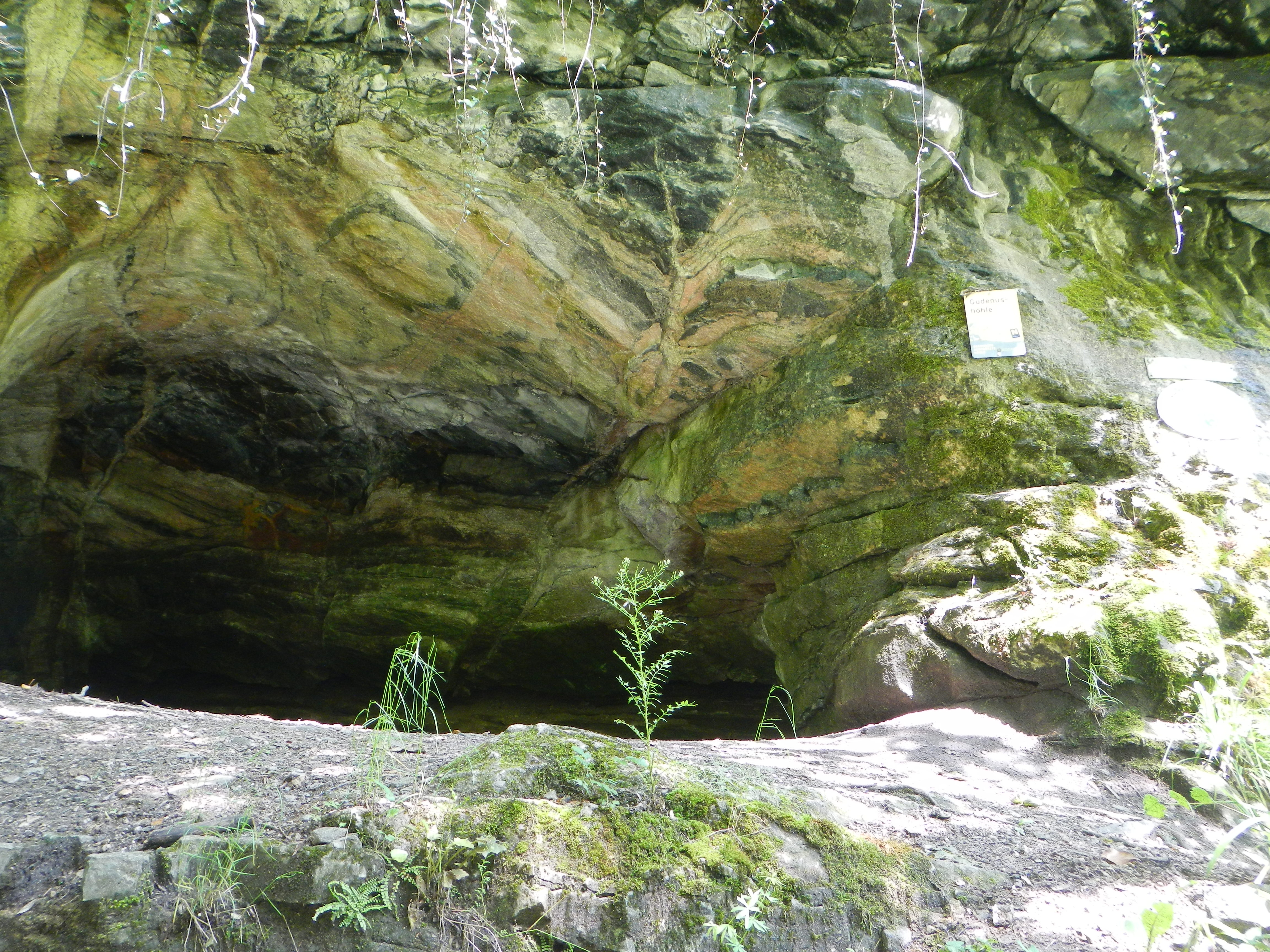
Zone d'entrée droite